# Estação Suzano
A Estação Suzano é uma estação ferroviária pertencente à Linha 11–Coral da CPTM localizada na Região central do município de Suzano.

## Histórico da estação

### Histórico antigo
A estação foi construída pela Estrada de Ferro do Norte batizada de Parada da Piedade, devido à sua proximidade com a capela da Piedade, localizada no povoado de Baruel. Em 1879, o português Antonio Marques Figueira (considerado um dos fundadores da cidade) se estabelece e com isso inicia-se o crescimento do povoado agora chamado de Concórdia, e com isso uma nova estação se faz necessária.
Já na primeira década do século XX, o desejo de uma nova estação para passageiros foi alcançado após forte movimentação das lideranças locais. As reivindicações por melhores instalações da parada de trens foram levadas ao engenheiro residente da ferrovia Joaquim Augusto Suzano Brandão (1861-1926) da Estrada de Ferro Central do Brasil que, após desenvolver criterioso estudo, atendeu às reivindicações, através da inclusão das desejadas obras em seu plano de trabalho e as chefiou.
No ano de 1894 o povoado recebe uma nova estação rebatizada de Guayó.
A nova estação foi construída dentro dos padrões da época e como forma de demonstrar o reconhecimento pelos serviços prestados à localidade pelo Doutor Suzano Brandão, os moradores acharam por bem rebatizar a parada férrea com seu nome e em dezembro de 1907, a Estação Guaió passou a chamar-se Estação Suzano, uma justa homenagem a seu idealizador. Assim, em 11 de dezembro de 1908, a vila também passou a ser chamada oficialmente pelo nome de Suzano.
A EFCB administrou a estação até 1957, quando foi incorporada pela Rede Ferroviária Federal, que construiu um prédio novo em 1979. Em 1994, a estação é repassada à CPTM, juntamente com as linhas da antiga CBTU.

### Histórico recente
No início de 2011, começaram as obras para implantação da nova estação, no entanto, não avançaram muito, pois vários problemas de desapropriações de imóveis, devido à fatores como indenização, atrapalharam o andamento dos trabalhos, ficando cerca de um ano atrasando o prazo de entrega da obra. Em meados de 2012 começou a ser a estação provisória pouco à frente da antiga, onde ficavam os imóveis demolidos, e em 27 de janeiro de 2013 ela começou a funcionar e a antiga foi demolida para que a nova e mais ampla estação fosse erguida no mesmo lugar. Inicialmente, a data de entrega do novo prédio chegou a ser para dezembro de 2012, depois foi para 2013, 2014, 2015, final de janeiro de 2016 e, finalmente, fevereiro de 2016.
A nova estação foi inaugurada, depois de nove adiamentos, parcialmente no dia 12 de fevereiro de 2016, enquanto as plataformas 3 e 4 (sul) e os outros equipamentos seriam entregues até 2017. Para isso uma nova licitação seria aberta em março de 2016.
Neste mesmo dia, mais seis trens do Expresso Leste incorporaram a linha, aumentando em 20% o número de trens; com isso aumentou de 24 para 30 viagens por dia sem baldeação em Guaianases.

## Características
1ª fase:
- Mezanino;
- Plataformas 1 e 2 (norte);
- 6 escadas rolantes, das 14 instaladas;
- 4 elevadores, dos 5 instalados;
- Passarela de transposição à via férrea, em área não-paga, iluminada e aberta 24 horas.[8]

| Sigla | Estação | Inauguração           | Integração                                           | Plataformas | Posição    | Notas                         |
| ----- | ------- | --------------------- | ---------------------------------------------------- | ----------- | ---------- | ----------------------------- |
| SUZ   | Suzano  | 6 de novembro de 1875 | Bilhete Único da SPTrans e Terminal de Ônibus Urbano | Centrais    | Superfície | Prédio reconstruído pela CPTM |

## Diagrama da estação

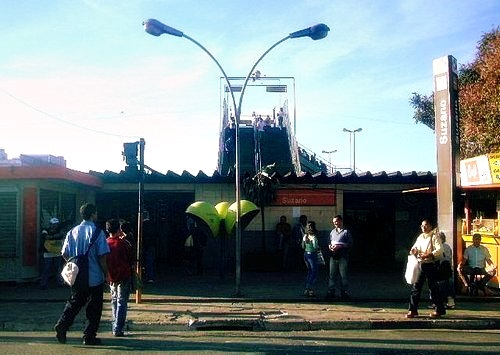
Entrada principal da antiga estação, em 2008

|  | ↑ a ↑ |

| 1 |

|  | ↓ b ↓ |

|  | ↕ c ↕ |

| 2 |

|  | ↓ d ↓ |

|  | ↕ e ↕ |

|  | ↑ a ↑ |

| 1 |

|  | ↓ b ↓ |

|  | ↕ c ↕ |

| 2 |

|  | ↓ d ↓ |

|  | ↕ e ↕ |

|  | ↑ a ↑ |

| 1 |

|  | ↓ b ↓ |

|  | ↕ c ↕ |

| 2 |

|  | ↓ d ↓ |

|  | ↕ e ↕ |

|  | ↑ a ↑ |

| 1 |

|  | ↓ b ↓ |

|  | ↕ c ↕ |

| 2 |

|  | ↓ d ↓ |

|  | ↕ e ↕ |